# Distretto di Khok Samrong
Il distretto di Khok Samrong (in thailandese: โคกสำโรง) è un distretto (amphoe) della Thailandia, situato nella provincia di Lopburi.